# 中元寺村
中元寺村（ちゅうがんじむら）は、福岡県田川郡にあった村。現在の田川郡添田町の一部。

## 地理
遠賀川の支流・彦山川の分流・中元寺川の最上流域に位置していた。

## 歴史

### 沿革
- 1889年（明治22年）4月1日 - 町村制の施行により、田川郡中元寺村が単独で村制施行し、中元寺村が発足[1][2]。大字は編成しなかった[1]。
- 1892年（明治25年）- 千保堰、水路が完成し、水田の灌漑を実施[1]。
- 1907年（明治40年）1月1日 - 田川郡添田村と合併し、添田村が存続して廃止された[1][2]。

### 地名の由来
別所の山中に所在した産土神諏訪神社を現在地に遷座した日が7月中元の日であり、以後毎年中元の日に神事を行い中元司と称したものが中元寺となり、それが地名となった。

## 教育

### 小学校
- 1894年（明治27年）- 元中寺小学校大藪分校開設[1]